# Штефан Еберхартер
Штефан Еберхартер је бивши аустријски алпски скијаш, победник Светског купа 2002. и 2003. Крајем 1990-их и почетком 2000-тих био је главни конкурент Херману Мајеру.

## Каријера
У Светском купу је дебитовао у сезони 1989/90. коју је завршио на 32. месту. Као специјалиста за спуст, 1998. је успео да заврши на трећем месту у поретку спуста а 2001. је био другопласирани у овој дисциплини.
С обзиром да је Херман Мајер лета 2001. доживео саобраћајну несрећу и пропустио наредну сезону, Еберхартер је наредне сезоне освојио велики кристални глобус, а био је најбољи и у поретку спуста и супервелеслалома. Успех је поновио и у сезони 2002/03. када је одбранио титулу у генералном поретку. Оно по чему ће Еберхартер остати упамћен је и победа, на најпрестижнијој трци у Светском купу, у Кицбилу коју је остварио 2004. Тада је био бржи од другопласираног Дарона Ралвса за 1,21 секунду што је отприлике 43 метра удаљености при брзини од 129 km/h.
На Светском првенству у Залбаху 1991. освојио је две златне медаље у супервелеслалому и комбинацији. Дванаест година касније поново је освојио златну медаљу на Светском првенству у Санкт Морицу. На Олимпијским играма у Нагану 1998. освојио је сребро у велеслалому али је у 2002. у Солт Лејк Ситију био најбољи у овој дисциплини.

### Освојени кристални глобуси
| Сезона | Дисциплина      |
| ------ | --------------- |
| 2002.  | Укупно          |
| 2002.  | Спуст           |
| 2002.  | Супервелеслалом |
| 2003.  | Укупно          |
| 2003.  | Спуст           |
| 2003.  | Супервелеслалом |
| 2004.  | Спуст           |

### Победе у Светском купу
| Датум              | Место                | Трка            |
| ------------------ | -------------------- | --------------- |
| 14. март 1998.     | Кран-Монтана         | Велеслалом      |
| 20. новембар 1998. | Парк Сити            | Велеслалом      |
| 27. новембар 1998. | Аспен                | Супервелеслалом |
| 27. фебруар 1999.  | Офтершванг           | Велеслалом      |
| 25. новембар 2000  | Лејк Луиз            | Спуст           |
| 3. март 2001.      | Квитфјел             | Спуст           |
| 7. децембар 2001.  | Вал д'Изер           | Супервелеслалом |
| 8. децембар 2001.  | Вал д'Изер           | Спуст           |
| 15. децембар 2001. | Вал Гардена          | Спуст           |
| 12. јануар 2002.   | Венген               | Спуст           |
| 18. јануар 2002.   | Кицбил               | Супервелеслалом |
| 19. јануар 2002.   | Кицбил               | Спуст           |
| 27. јануар 2002.   | Гармиш-Партенкирхен  | Супервелеслалом |
| 2. фебруар 2002.   | Санкт Мориц          | Спуст           |
| 03. фебруар 2002.  | Санкт Мориц          | Велеслалом      |
| 06. март 2002.     | Алтенмаркт им Понгау | Спуст           |
| 27. октобар 2002.  | Зелден               | Велеслалом      |
| 30. новембар 2002. | Лејк Луиз            | Спуст           |
| 01. децембар 2002. | Лејк Луиз            | Супервелеслалом |
| 07. децембар 2002. | Бивер Крик           | Спуст           |
| 14. децембар 2002. | Вал д'Изер           | Спуст           |
| 11. јануар 2003.   | Бормио               | Спуст           |
| 17. јануар 2003.   | Венген               | Спуст           |
| 22. фебруар 2003.  | Гармиш-Партенкирхен  | Спуст           |
| 13. март 2003.     | Квитфјел             | Супервелеслалом |
| 10. јануар 2004.   | Шамони               | Спуст           |
| 24. јануар 2004.   | Кицбил               | Спуст           |
| 31. јануар 2004.   | Гармиш-Партенкирхен  | Спуст           |
| 06. март 2004.     | Квитфјел             | Спуст           |